# Onzo
Onzo (im Ligurischen: Unsu) ist eine italienische Gemeinde mit 218 Einwohnern (Stand 31. Dezember 2023) in der Region Ligurien. Politisch gehört sie zu der Provinz Savona.

## Geographie
Onzo liegt im oberen Abschnitt des Valle Arroscia auf circa 400 Metern Höhe am Südhang des Monte Peso Grande (1092 Meter). Die zugehörige Siedlung Capitolo befindet sich hingegen auf einem Bergrücken zwischen den Tälern des Rio Cornareo und Paraone. Die Gemeinde gehört zu der Comunità Montana Ingauna und ist circa 64 Kilometer von der Provinzhauptstadt Savona und circa 20 Kilometer von Albenga entfernt.
Nach der italienischen Klassifizierung bezüglich seismischer Aktivität wurde die Gemeinde der Zone 3 zugeordnet. Das bedeutet, dass sich Onzo in einer seismisch wenig aktiven Zone befindet.

## Klima
Die Gemeinde wird unter Klimakategorie E klassifiziert, da die Gradtagzahl einen Wert von 2229 besitzt. Das heißt, die in Italien gesetzlich geregelte Heizperiode liegt zwischen dem 15. Oktober und dem 15. April für jeweils 14 Stunden pro Tag.